# Primera División de México 1955-56
La Temporada 1955-56 fue la edición XIII del campeonato de liga de la Primera División en la denominada "época profesional" del fútbol mexicano. El Club León alcanzó su cuarto título, así como el Oro su tercer subcampeonato. Atlas regresó al máximo circuito luego de coronarse en Segunda División. Al final de la campaña anterior se había organizado una ronda promocional entre los dos últimos lugares de la tabla general (Atlante y Marte) y los tres mejores conjuntos de la división inferior (Zamora, Cuautla y Querétaro), para aumentar de 12 a 14 el número de equipos en el máximo circuito. El resultado del torneo fue el ascenso y debut de Cuautla y Zamora, además la permanencia de Atlante y la confirmación del descenso del Marte. Sin embargo, sería precisamente uno de estos debutantes, el Zamora,  quien descendería al final de esta campaña.

## Sistema de competencia
Los catorce participantes disputan el campeonato bajo un sistema de liga, es decir, todos contra todos a visita recíproca; con un criterio de puntuación que otorga dos unidades por victoria, una por empate y cero por derrota. El campeón sería el club que al finalizar el torneo haya obtenido la mayor cantidad de puntos, y por ende se ubique en el primer lugar de la clasificación. 
En caso de concluir el certamen con dos equipos empatados en el primer lugar, se procedería a un partido de desempate entre ambos conjuntos en una cancha neutral predeterminada al inicio del torneo; de terminar en empate dicho duelo, se realizará uno extra, y de persistir la igualdad en este, se alargaría a la disputa de dos tiempos extras de 30 minutos cada uno, y posteriormente Tiros desde el punto penal, hasta que se produjera un ganador.
En caso de que el empate en el primer lugar fuese entre más de dos equipos, se realizaría una ronda de partidos entre los involucrados, con los mismos criterios de puntuación, declarando campeón a quien liderada esta fase al final.
El descenso a Segunda División corresponderá al equipo que acumulara la menor cantidad de puntos, y que por ende finalice en el último lugar de la clasificación. Al igual que el campeonato, para el descenso se contempló una serie de partidos extra en caso de empate en puntos de uno o más equipos.
Para el resto de las posiciones que no estaban involucradas con la disputa del título y el descenso, su ubicación, en caso de empate, se definía por medio del criterio de gol average o promedio de goles, y se calculaba dividiendo el número de goles anotados entre los recibidos.

## Equipos participantes

### Ascensos y descensos
| Pos         | Ascendidos de la Segunda División 1954-55 |
| ----------- | ----------------------------------------- |
| 1.º         | Atlas                                     |
| 2.º (Prom.) | Cuautla                                   |
| 3.º (Prom.) | Zamora                                    |

| Pos          | Descendido en la Primera División 1954-55 |
| ------------ | ----------------------------------------- |
| 12.º (Prom.) | Marte                                     |

### Equipos por entidad federativa
En la temporada 1955-1956 jugaron 14 equipos que se distribuían de la siguiente forma:
| Zamora Oro Atlas Guadalajara León Irapuato Necaxa Puebla Toluca Cuautla América Atlante Zacatepec Tampico | \| Entidad Federativa \| N.º \| Equipos \| \| ------------------ \| --- \| -------------------------- \| \| Jalisco \| 3 \| Atlas, Oro y Guadalajara \| \| Distrito Federal \| 3 \| América, Atlante, y Necaxa \| \| Guanajuato \| 2 \| Irapuato y León \| \| Morelos \| 2 \| Cuautla y Zacatepec \| \| Estado de México \| 1 \| Toluca \| \| Michoacán \| 1 \| Zamora \| \| Puebla \| 1 \| Puebla \| \| Tamaulipas \| 1 \| Tampico \| |                            |
| Entidad Federativa                                                                                        | N.º | Equipos                    |
| Jalisco                                                                                                   | 3 | Atlas, Oro y Guadalajara   |
| Distrito Federal                                                                                          | 3 | América, Atlante, y Necaxa |
| Guanajuato                                                                                                | 2 | Irapuato y León            |
| Morelos                                                                                                   | 2 | Cuautla y Zacatepec        |
| Estado de México                                                                                          | 1 | Toluca                     |
| Michoacán                                                                                                 | 1 | Zamora                     |
| Puebla | 1 | Puebla                     |
| Tamaulipas                                                                                                | 1 | Tampico                    |

### Información de los equipos participantes
| \| Equipo \| Sede \| Estadio \| En Primera desde... \| \| -------------------- \| ------------------------ \| ---------------------- \| ------------------- \| \| América (AME) \| Ciudad de México \| Olímpico Universitario \| 1943 \| \| Atlante (ATT) \| Ciudad de México \| Ciudad de los Deportes \| 1943 \| \| Atlas (ATL) \| Guadalajara, Jalisco \| Parque Oro \| 1955 \| \| Cuautla FC (CUA) \| Cuautla, Morelos \| El Almeal \| 1955 \| \| Guadalajara (GDL) \| Guadalajara, Jalisco \| Parque Oro \| 1943 \| \| Irapuato FC (IRA) \| Irapuato, Guanajuato \| Revolución \| 1954 \| \| Club León (LEO) \| León, Guanajuato \| La Martinica \| 1944 \| \| Necaxa (NEC) \| Ciudad de México \| Olímpico Universitario \| 1950 \| \| Oro de Jalisco (ORO) \| Guadalajara, Jalisco \| Parque Oro \| 1944 \| \| Puebla (PUE) \| Puebla, Puebla \| Parque El Mirador \| 1944 \| \| Tampico (TAM) \| Tampico, Tamaulipas \| Tampico \| 1945 \| \| Toluca (TOL) \| Toluca, Estado de México \| Héctor Barraza \| 1953 \| \| Zacatepec (ZAC) \| Zacatepec, Morelos \| Campo del Ingenio \| 1951 \| \| Zamora (ZAM) \| Zamora, Michoacán \| Moctezuma \| 1955 \| |                          |                        |                     |
| Equipo | Sede                     | Estadio                | En Primera desde... |
| América (AME) | Ciudad de México         | Olímpico Universitario | 1943                |
| Atlante (ATT) | Ciudad de México         | Ciudad de los Deportes | 1943                |
| Atlas (ATL) | Guadalajara, Jalisco     | Parque Oro             | 1955                |
| Cuautla FC (CUA) | Cuautla, Morelos         | El Almeal              | 1955                |
| Guadalajara (GDL) | Guadalajara, Jalisco     | Parque Oro             | 1943                |
| Irapuato FC (IRA) | Irapuato, Guanajuato     | Revolución             | 1954                |
| Club León (LEO) | León, Guanajuato         | La Martinica           | 1944                |
| Necaxa (NEC) | Ciudad de México         | Olímpico Universitario | 1950                |
| Oro de Jalisco (ORO) | Guadalajara, Jalisco     | Parque Oro             | 1944                |
| Puebla (PUE) | Puebla, Puebla           | Parque El Mirador      | 1944                |
| Tampico (TAM) | Tampico, Tamaulipas      | Tampico                | 1945                |
| Toluca (TOL) | Toluca, Estado de México | Héctor Barraza         | 1953                |
| Zacatepec (ZAC) | Zacatepec, Morelos       | Campo del Ingenio      | 1951                |
| Zamora (ZAM) | Zamora, Michoacán        | Moctezuma              | 1955                |

## Clasificación final
| Pos. | Equipo      | Pts. | PJ | G  | E  | P  | GF | GC | Dif. |                         |
| ---- | ----------- | ---- | -- | -- | -- | -- | -- | -- | ---- | ----------------------- |
| 1    | León (C)    | 37   | 26 | 15 | 7  | 4  | 50 | 24 | +26  | Desempate por el título |
| 2    | Oro         | 37   | 26 | 17 | 3  | 6  | 49 | 32 | +17  | Desempate por el título |
| 3    | Atlante     | 32   | 26 | 13 | 6  | 7  | 53 | 37 | +16  |                         |
| 4    | Toluca      | 31   | 26 | 11 | 9  | 6  | 49 | 31 | +18  |                         |
| 5    | Necaxa      | 31   | 26 | 12 | 7  | 7  | 44 | 35 | +9   |                         |
| 6    | Tampico     | 31   | 26 | 12 | 7  | 7  | 39 | 32 | +7   |                         |
| 7    | Zacatepec   | 27   | 26 | 11 | 5  | 10 | 40 | 36 | +4   |                         |
| 8    | América     | 24   | 26 | 10 | 4  | 12 | 51 | 47 | +4   |                         |
| 9    | Irapuato    | 22   | 26 | 8  | 6  | 12 | 35 | 43 | −8   |                         |
| 10   | Guadalajara | 21   | 26 | 5  | 11 | 10 | 33 | 35 | −2   |                         |
| 11   | Cuautla     | 21   | 26 | 6  | 9  | 11 | 28 | 46 | −18  |                         |
| 12   | Atlas       | 20   | 26 | 8  | 4  | 14 | 41 | 54 | −13  |                         |
| 13   | Puebla      | 16   | 26 | 6  | 4  | 16 | 33 | 64 | −31  |                         |
| 14   | Zamora      | 14   | 26 | 2  | 10 | 14 | 23 | 51 | −28  | Descenso de categoría   |

 Fuente: RSSSF

## Resultados
| Local \ Visitante | AME | ATT | ATL | CUA | GUA | IRA | LEO | NEC | ORO | PUE | TAM | TOL | ZAC | ZAM |
| ----------------- | --- | --- | --- | --- | --- | --- | --- | --- | --- | --- | --- | --- | --- | --- |
| América           | —   | 0–1 | 5–2 | 0–0 | 3–0 | 1–1 | 0–2 | 1–2 | 1–2 | 6–0 | 1–2 | 3–2 | 1–1 | 1–1 |
| Atlante           | 3–4 | —   | 1–0 | 1–1 | 0–0 | 3–1 | 1–2 | 2–0 | 3–1 | 5–2 | 3–0 | 0–4 | 3–1 | 7–1 |
| Atlas             | 3–2 | 2–3 | —   | 3–2 | 2–1 | 3–2 | 1–2 | 2–1 | 2–4 | 5–3 | 1–1 | 1–2 | 3–1 | 3–1 |
| Cuautla           | 1–3 | 0–0 | 1–1 | —   | 0–0 | 2–1 | 0–0 | 1–1 | 0–1 | 2–0 | 1–0 | 0–1 | 2–2 | 3–0 |
| Guadalajara       | 1–2 | 1–2 | 3–0 | 1–4 | —   | 2–0 | 1–1 | 1–2 | 1–3 | 6–1 | 1–1 | 1–1 | 2–0 | 4–1 |
| Irapuato          | 2–1 | 1–3 | 3–2 | 2–0 | 1–1 | —   | 2–2 | 1–0 | 2–0 | 1–2 | 2–0 | 1–1 | 1–0 | 2–2 |
| León              | 5–1 | 3–1 | 3–0 | 7–0 | 2–2 | 2–1 | —   | 3–0 | 2–2 | 2–0 | 1–1 | 2–1 | 3–1 | 2–1 |
| Necaxa            | 2–0 | 1–1 | 2–2 | 5–2 | 1–1 | 3–2 | 4–1 | —   | 3–0 | 2–1 | 2–2 | 2–1 | 2–2 | 1–0 |
| Oro               | 3–2 | 2–3 | 2–0 | 3–0 | 1–0 | 4–1 | 0–2 | 2–1 | —   | 6–1 | 2–1 | 3–1 | 2–1 | 1–0 |
| Puebla            | 2–3 | 2–1 | 2–1 | 2–4 | 0–0 | 2–2 | 2–0 | 0–3 | 1–2 | —   | 5–2 | 0–0 | 0–1 | 2–2 |
| Tampico           | 2–1 | 2–1 | 1–1 | 5–0 | 2–1 | 1–2 | 1–0 | 2–0 | 0–0 | 3–1 | —   | 2–2 | 0–2 | 1–0 |
| Toluca            | 2–3 | 2–2 | 1–0 | 4–0 | 2–2 | 3–0 | 1–0 | 1–1 | 2–0 | 4–0 | 2–3 | —   | 3–1 | 1–1 |
| Zacatepec         | 4–3 | 2–1 | 2–0 | 3–1 | 3–0 | 2–1 | 0–1 | 4–1 | 1–2 | 1–0 | 0–1 | 1–1 | —   | 3–1 |
| Zamora            | 1–3 | 2–2 | 3–1 | 1–1 | 0–0 | 1–0 | 0–0 | 0–2 | 1–1 | 0–2 | 0–3 | 2–4 | 1–1 | —   |

## Partido de desempate
Al finalizar la temporada se dio un empate a 37 puntos entre los clubes León y Oro de Jalisco por lo que fue necesaria la celebración de un partido para determinar al campeón de la categoría.
| 25 de marzo de 1956                                                   | León                                          | 4:2 (1:2) | Oro de Jalisco        | Estadio de la Ciudad de los Deportes, Ciudad de México |  |
|                                                                       | Marcos Aurelio 40' · de la Tijera 47, 56, 80' |           | Vigo 2' · Meneses 43' |                                                        |  |
| León campeón de la Temporada 1955-56 de la Primera División de México |                                               |           |                       |                                                        |  |

|                         |
| León Campeón 4° título. |